# Population Control
Albums de Statik Selektah
100 Proof: The Hangover
(2010) Extended Play
(2013)
Population Control est le quatrième album studio de Statik Selektah, sorti le 26 octobre 2011.
Cet album compte les featurings d'une quarantaine d'artistes de la scène rap East Coast, illustres pour certains (Talib Kweli, Styles P, Lil' Fame, DJ Premier...), ou inconnus comme Gameboi, un jeune rappeur âgé de 15 ans.

## Liste des titres
| No  | Titre                                                                       | Contient un (des) sample(s) de                                                    | Durée |
| --- | --------------------------------------------------------------------------- | --------------------------------------------------------------------------------- | ----- |
| 1.  | Population Control (featuring Sean Price et Termanology)                    | Missing Pieces de Spanky Wilson                                                   | 2:06  |
| 2.  | Play the Game (featuring Big K.R.I.T. et Freddie Gibbs)                     |                                                                                   | 3:49  |
| 3.  | Groupie Love (featuring Mac Miller et Josh Xantus)                          |                                                                                   | 3:01  |
| 4.  | New York, New York (featuring Styles P, Saigon et Jared Evan)               | New York, New York du Starship Orchestra                                          | 3:12  |
| 5.  | Sam Jack (featuring XV, Jon Connor et Daytona)                              | What Good Is a Castle de Joe Bataan                                               | 4:00  |
| 6.  | Never a Dull Moment (featuring Action Bronson, Termanology et Bun B)        |                                                                                   | 3:57  |
| 7.  | You're Gone (featuring Talib Kweli, Colin Munroe et Lil' Fame)              | Long Red de Mountain                                                              | 3:46  |
| 8.  | They Don't Know (featuring Pill et Reks)                                    |                                                                                   | 4:32  |
| 9.  | Down (featuring Push! Montana, LEP Bogus Boys et Ea$y Money)                | Poor Side of Town de The 5th Dimension Humpty Dump des Vibrettes                  | 3:50  |
| 10. | Let's Build (featuring Chace Infinite, JFK, Mitchy Slick et Wais P)         | Stop Taking My Love for Granted des Mellow Moods                                  | 4:04  |
| 11. | Smoke On (featuring Dom Kennedy et Strong Arm Steady)                       | Bargain With the Devil de Franco Micalizzi Robert's Theme de Franco Micalizzi     | 4:03  |
| 12. | The High Life (featuring Kali, Gameboi et Chris Webby)                      |                                                                                   | 3:33  |
| 13. | Half-Moon Part (featuring Skyzoo, Chuuwee & Tayyib Ali)                     | Rio De Janeiro Blue de Randy Crawford                                             | 3:56  |
| 14. | Black Swan (featuring Nitty Scott MC et Rapsody)                            | Long Red de Mountain Ballerina de Vigrass & Osborne                               | 3:51  |
| 15. | Harlem Nights (featuring Smoke DZA)                                         | Because I Love You Girl des Stylistics Give Up the Goods (Just Step) de Mobb Deep | 3:14  |
| 16. | Gold In 3D (featuring STS et Dosage)                                        |                                                                                   | 3:08  |
| 17. | Damn Right (featuring Joell Ortiz et Brother Ali)                           | Juicy de The Notorious B.I.G.                                                     | 4:43  |
| 18. | Live & Let Live (featuring Lecrae)                                          | I Want to Live & Let Live (Love & Let Love All the Time) de Greg Perry            | 3:25  |
| 19. | A DJ Saved My Life (featuring DJ Premier, DJ Babu, Scram Jones et DJ Craze) |                                                                                   | 6:22  |